# Norma Gordon
Norma Gordon (ur. 3 września 1993) – południowoafrykańska zapaśniczka walcząca w stylu wolnym. Wicemistrzyni Afryki w 2013, trzecia w 2016 i piąta w 2015 roku.